# Dušan Rajović
Dušan Rajović (19 de noviembre de 1997) es un ciclista serbio, profesional desde 2017 y que desde 2025 milita en el conjunto Team Solution Tech-Vini Fantini.

## Palmarés
2016
- Campeonato de Serbia Contrarreloj

2017
- Campeonato de Serbia Contrarreloj
- 1 etapa de la Vuelta al Lago Qinghai
- Croacia-Eslovenia

2018
- Gran Premio Izola[2]
- Campeonato de Serbia en Ruta
- 1 etapa de la Vuelta al Lago Qinghai
- Croacia-Eslovenia

2019
- Gran Premio Internacional de Rodas
- 1 etapa de la Vuelta a Rodas
- 1 etapa del Tour de Bihor
- Campeonato de Serbia en Ruta
- 1 etapa de la CRO Race

2020
- 1 etapa de la Vuelta a Serbia

2021
- Campeonato de Serbia en Ruta

2022
- 1 etapa de la Vuelta al Táchira
- 1 etapa del Tour de Antalya
- Porec Trophy
- Campeonato de Serbia Contrarreloj
- Campeonato de Serbia en Ruta
- 2 etapas de la Vuelta a Venezuela

2023
- Campeonato de Serbia en Ruta

2024
- Campeonato de Serbia Contrarreloj
- 1 etapa del Tour de Huangshan

2025
- 1 etapa del Tour de Sharjah
- 1 etapa del Istrian Spring Trophy
- 1 etapa del Tour de Hainan
- Belgrado-Bania Luka, más 2 etapas
- 2 etapas del Tour de Kumano
- 1 etapa del Tour de Japón
- Campeonato de Serbia Contrarreloj
- 2 etapas de la Trans-Himalaya Cycling Race